# Gieseritz
Gieseritz ist ein Ortsteil der Gemeinde Wallstawe der Verbandsgemeinde Beetzendorf-Diesdorf im Altmarkkreis Salzwedel in Sachsen-Anhalt.

## Geographie
Gieseritz, ein Rundplatzdorf mit Kirche auf dem Platz, liegt etwa drei Kilometer südwestlich von Wallstawe und 13 Kilometer südwestlich der Kreisstadt Salzwedel in der Altmark. Südwestlich des Rundplatzdorfes liegt die Forst Risk, ein Waldgebiet das zum Landschaftsschutzgebiet Salzwedel-Diesdorf gehört. An der Grenze zum Mehmker Holz verläuft dort der Landgraben, der Rest einer Landwehr.

## Geschichte

### Mittelalter bis Neuzeit
Die erste urkundliche Erwähnung von Gieseritz als Meseritze stammt aus dem Jahre 1375 (Landbuch der Mark Brandenburg). Das Kloster Dambeck hatte hier Besitz und die von Bartensleben hatten hier Einnahmen.
Der Ort wurde 1420 Ghiseritz, 1585 Jeseritz und schließlich 1687 Gieseritz geschrieben.
Im Jahre 1959 entstand die erste Landwirtschaftliche Produktionsgenossenschaft vom Typ III, die LPG „10. Jahrestag“.

### Herkunft des Ortsnamens
Jürgen Udolph nimmt an, Meseritze sei eine Verschreibung und die Grundform könnte Giseritz oder ähnlich lauten, die von slawischen Bezeichnung „Jezerica“ für ein Gewässer herzuleiten wäre.

### Forst Risk
Das Waldgebiet Forst Risk, früher auch Forst Risch oder auch Der Risch genannt, gehörte früher dem Joachimtalschen Schulamt in Amt Dambeck.
Der Tradition nach soll hier ein wendisches Dorf Risk, Risch oder Riesch gelegen haben. In dem dichten Wald sind keine Spuren einer Siedlung bemerkbar. Im Jahre 1782 wurde einen Kilometer östlich von Peckensen im Wald eine Försterei angelegt, die den Namen Risk erhielt.
Von einem Bruch südöstlich von Peckensen zieht sich der Landgraben, eine Landwehr, an der Grenze zum Mehmker Holz durch das Waldgebiet bis zu Groß Bierstedt, wo sich der Doppelwall mit dem dazwischenliegenden Graben dann im Acker verliert. Johann Friedrich Danneil vermutet, dass die Landwehr weiter nach Südosten über Rohrberg, Ahlum und Tangeln führte.

### Eingemeindungen
Gieseritz gehörte ursprünglich zum Salzwedelischen Kreis der Mark Brandenburg in der Altmark. Von 1807 bis 1813 lag es im Kanton Diesdorf auf dem Territorium des napoleonischen Königreichs Westphalen. Nach weiteren Änderungen kam es 1816 in den Kreis Salzwedel, den späteren Landkreis Salzwedel im Regierungsbezirk Magdeburg in der Provinz Sachsen in Preußen.
Am 20. Juli 1950 wurde die Gemeinde Umfelde aus dem Landkreis Salzwedel in die Gemeinde Gieseritz eingemeindet. Bereits am 30. September 1928 war der Gutsbezirk Risk mit der Landgemeinde Umfelde vereinigt worden, zu dem die Forst Risk gehörte.
Am 25. Juli 1952 wurde die Gemeinde Gieseritz aus dem Landkreis Salzwedel in den Kreis Salzwedel umgegliedert. Am 1. Juli 1994 kam sie zum Altmarkkreis Salzwedel. Durch einen Gebietsänderungsvertrag haben die Gemeinderäte der Gemeinden Gieseritz (am 18. November 2008), Wallstawe (am 19. November 2008) und Ellenberg (am 20. November 2008) beschlossen, dass ihre Gemeinden aufgelöst und zu einer neuen Gemeinde mit dem Namen Wallstawe vereinigt werden. Dieser Vertrag wurde vom Landkreis als unterer Kommunalaufsichtsbehörde genehmigt und trat am 1. Juli 2009 in Kraft.
Damit kamen am 1. Juli 2009 der Ortsteil Umfelde und der neue Ortsteil Gieseritz zur Gemeinde Wallstawe.

### Einwohnerentwicklung
| Jahr | Einwohner |
| ---- | --------- |
| 1734 | 114       |
| 1774 | 101       |
| 1789 | 110       |
| 1798 | 112       |
| 1801 | 111       |
| 1818 | 126       |
| 1840 | 137       |

| Jahr | Einwohner |
| ---- | --------- |
| 1864 | 173       |
| 1871 | 157       |
| 1885 | 134       |
| 1892 | 0138      |
| 1895 | 116       |
| 1900 | 0126      |
| 1905 | 132       |

| Jahr | Einwohner |
| ---- | --------- |
| 1910 | 0124      |
| 1925 | 128       |
| 1939 | 122       |
| 1946 | 192       |
| 1964 | 166       |
| 1971 | 184       |
| 1981 | 177       |

| Jahr | Einwohner |
| ---- | --------- |
| 1993 | 153       |
| 2007 | 152       |
| 2015 | [00]074   |
| 2018 | [00]064   |
| 2020 | [00]061   |
| 2021 | [00]064   |
| 2022 | [00]064   |

| Jahr | Einwohner |
| ---- | --------- |
| 2023 | [0]68     |

Quelle, wenn nicht angegeben, bis 1993

## Religion
Die evangelische Kirchengemeinde Gieseritz, die früher zur Pfarrei Hilmsen gehörte, wird heute betreut vom Pfarrbereich Diesdorf im Kirchenkreis Salzwedel im Bischofssprengel Magdeburg der Evangelischen Kirche in Mitteldeutschland.

## Kultur und Sehenswürdigkeiten

Dorfkirche
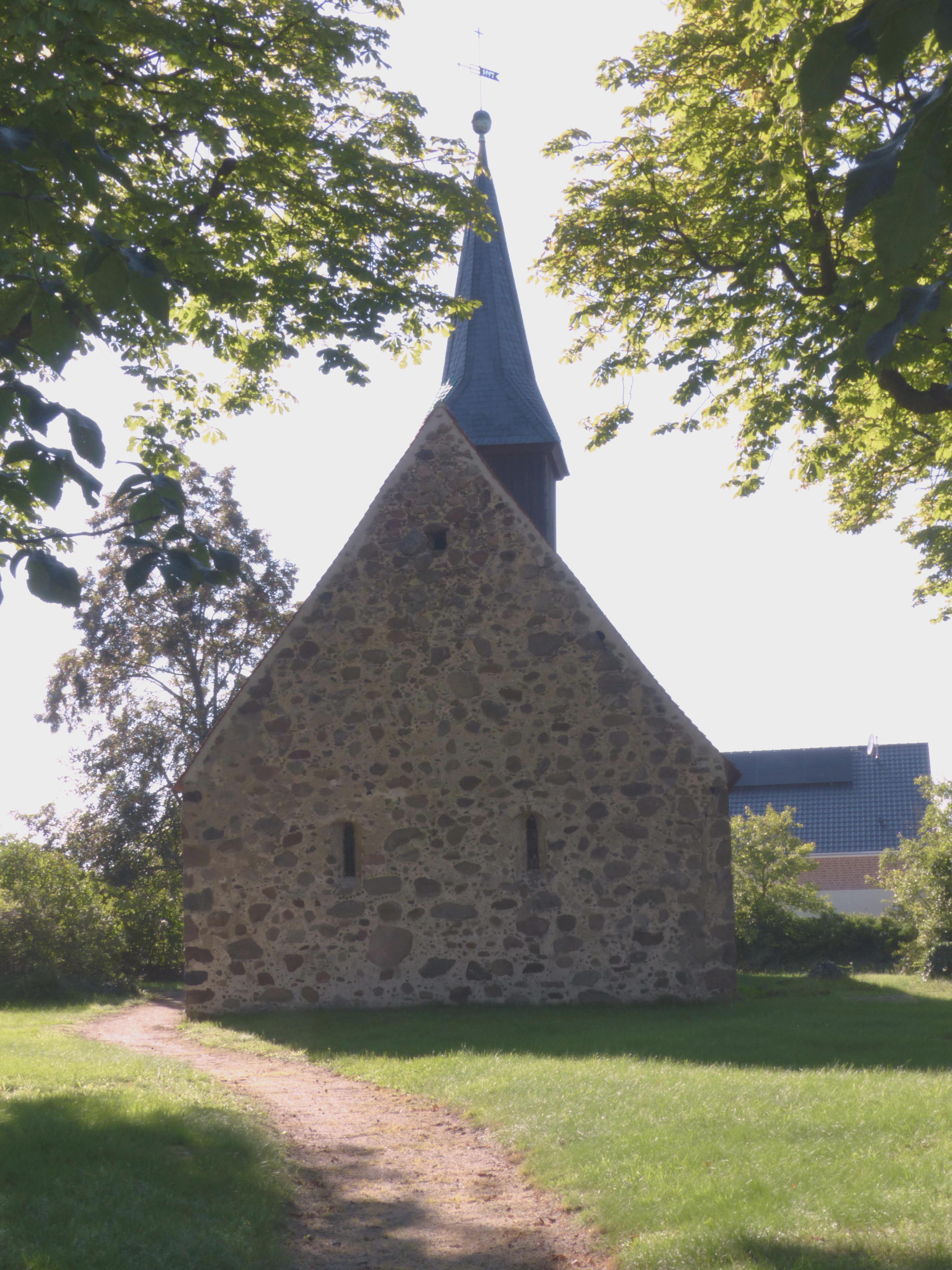
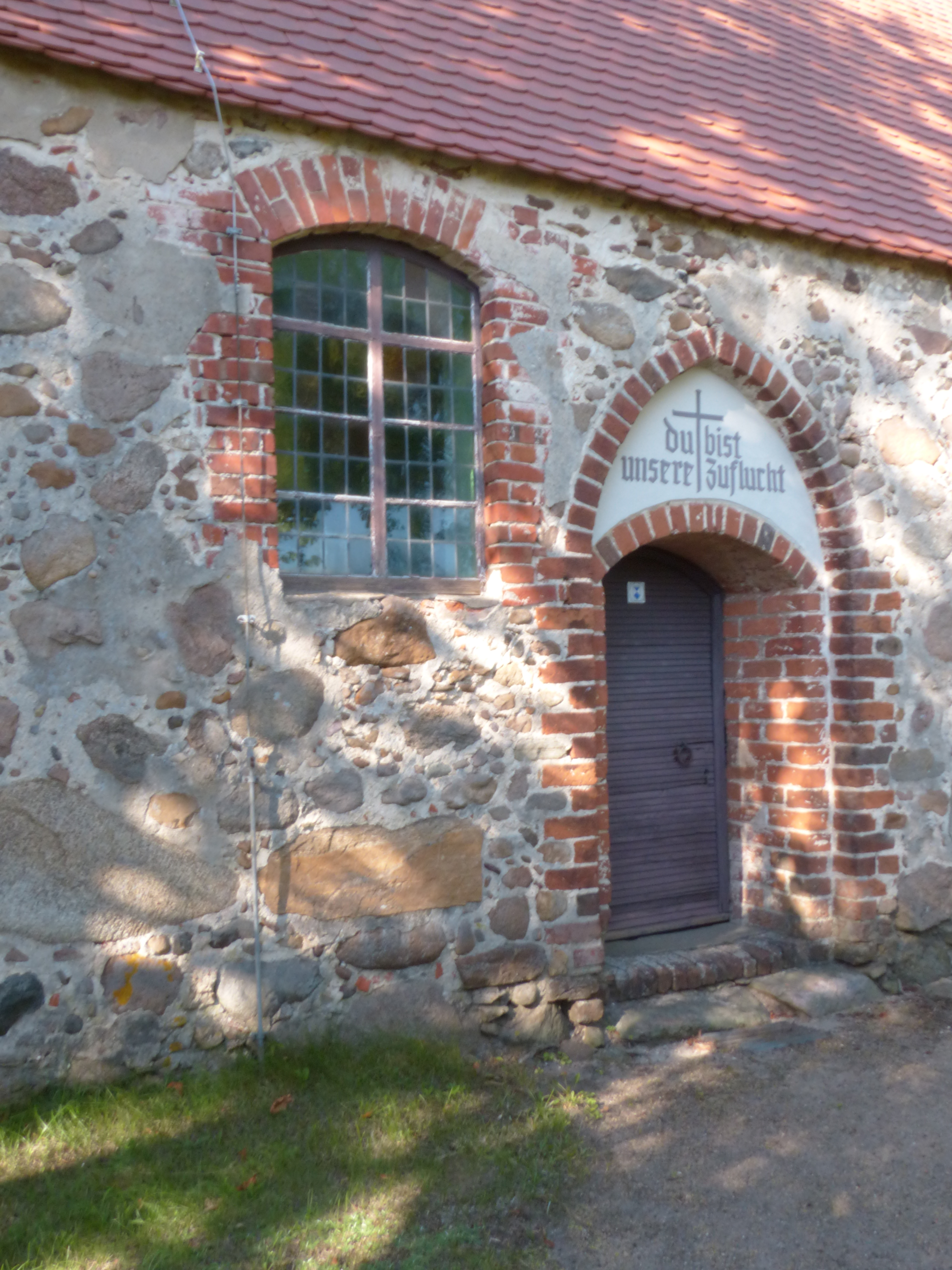

- Die evangelische Dorfkirche Gieseritz, eine spätgotische Feldsteinkirche, früher eine Filialkirche der Kirche in Hilmsen, ist ein Rechtecksaal aus unregelmäßigen und regellos versetzen Feldsteinen. Wahrscheinlich wurde sie in der Zeit um 1500 erbaut, sie könnte auch älter sein. Der Altarstipes könnte noch mittelalterlich sein.[5] Der Altaraufsatz stammt aus dem Jahr 1609.[20]
- Der Friedhof liegt südlich des Dorfes.
- In Gieseritz steht ein Denkmal für die Gefallenen des Ersten Weltkrieges, ein abgestufter Feldsteinsockel mit aufgesetztem Findling.[21]

## Vereine
- Voltigier- und Reitgemeinschaft Gieseritz e. V.